# Leka
Leka è un comune norvegese della contea di Trøndelag.